# Consequences
För albumet av Godley & Creme, se Consequences (musikalbum av Godley & Creme)
Consequences är ett svenskt indiepopband bildat 2004. 
Bandet släppte en demo-EP våren 2005 med namnet Please Wait. Det självbetitlade debutalbumet Consequences släpptes den 22 november 2006. Skivan spelades in med tillsammans producenten Ronald Bood som även arbetat med bland annat Shout Out Louds, The Plan och Mando Diao.
Bandet spelade bland annat på Hultsfredsfestivalen, Pop Dakar och Rasslebygdsfestivalen 2005. Under 2006 turnerade de som förband åt Marit Bergman. Under 2007 spelade de bland annat på Hultsfredsfestivalen, Siestafestivalen och Emmabodafestivalen.

## Bandmedlemmar
- Jonas Heijkenskjöld - sång
- Daniel Jansson - gitarr
- Mattias Areskog - bas
- Richard Ankers - trummor
- Åsa Jacobsson - orgel, piano

## Diskografi

### Album
- 2006 – Consequences

### Singlar
- 2006 – Release Me From Love
- 2006 – Birds Are Singing
- 2006 – Parasite

### EP
- 2005 – Please Wait